# Melanismo

Panthera pardus melanico. Tra tutti gli animali, il leopardo è quello che esprime maggiormente il melanismo. In questo caso viene tradizionalmente chiamato "pantera nera".

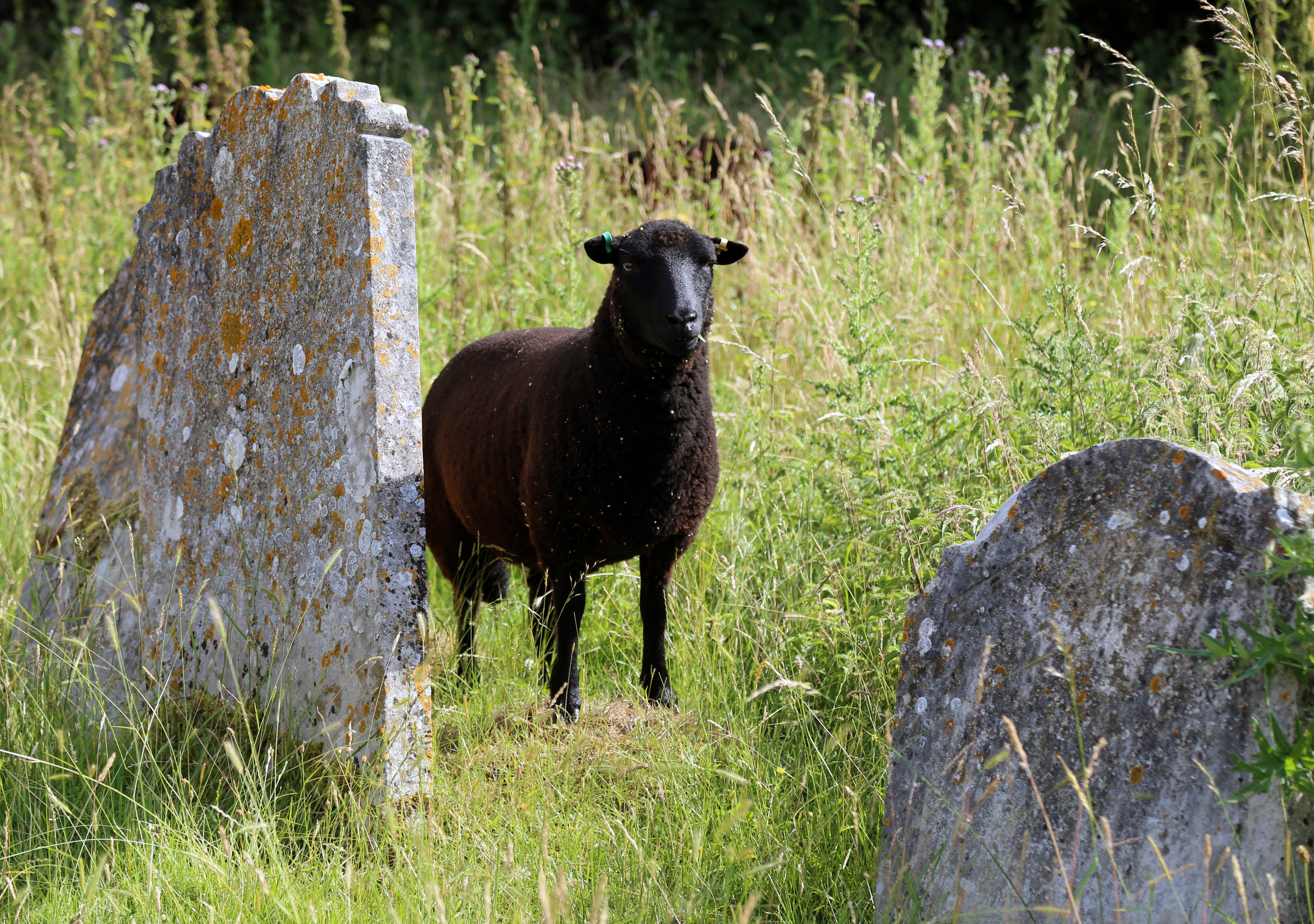
Femmina di Ovis orientalis aries melanica. La proverbiale pecora nera.

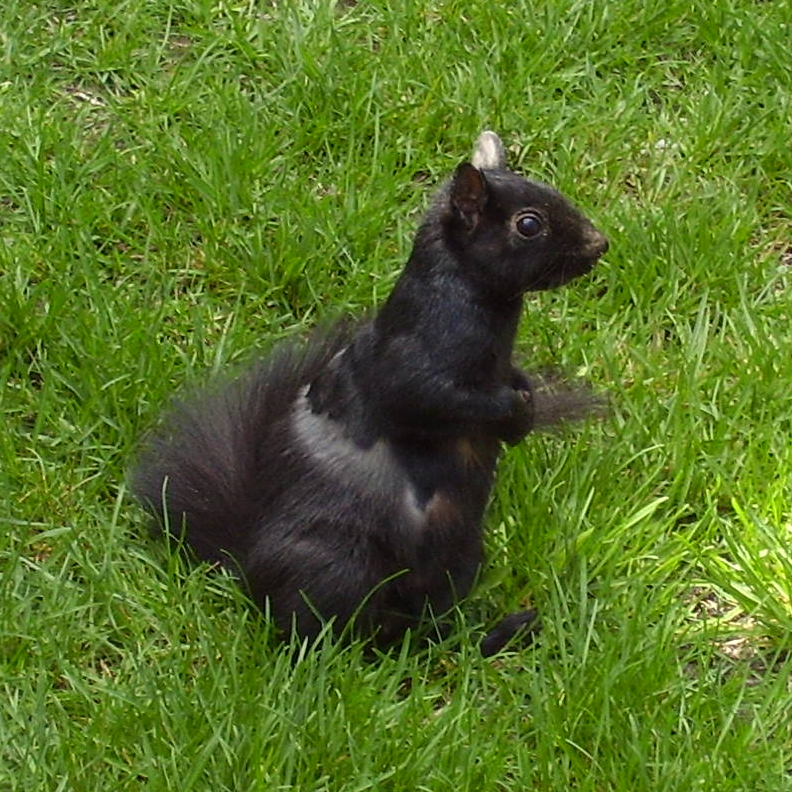
Scoiattolo melanico (Sciurus carolinensis)

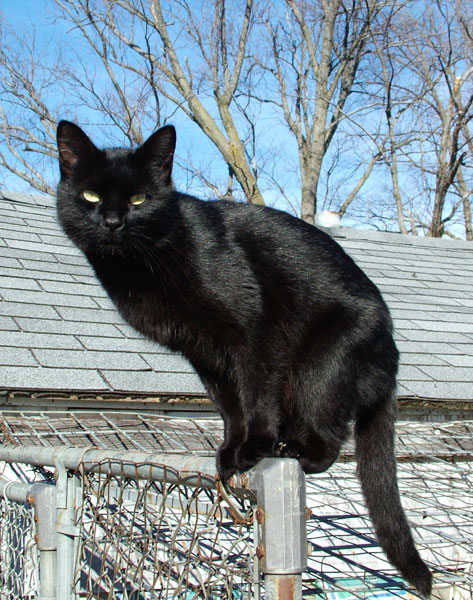
Gatto nero (Felis silvestris catus)

Il melanismo (dal greco «μέλας» mélas, "nero") è un eccesso di pigmentazione nera o quasi nera di pelle, piume o peli, in un organismo individuale o in un tipo di organismi. Più tecnicamente, si riferisce ad un fenotipo nel quale la pigmentazione di un organismo è espressa completamente, o quasi completamente. Un sinonimo di questa condizione usato nel contesto di malattia umana è melanosi.

## Descrizione
L'incremento della pigmentazione scura in pelli o manti maculati causa un aumento nel numero e nella dimensione delle macchie o delle strisce pigmentate. Quando l'incremento di pigmentazione scura è sufficientemente esteso da apparire analogo al melanismo, come ad esempio nel caso in cui le striature del manto di un animale aumentano in larghezza fino a sovrapporsi, il fenomeno viene detto pseudo-melanismo.
Il melanismo è spesso il risultato di mutazioni genetiche. Il melanismo causato dai cambiamenti dell'ambiente da parte dell'uomo è conosciuto con il termine di melanismo industriale. Lo studio di questo fenomeno tramite la storia delle popolazioni di farfalla punteggiata delle betulle (la specie notturna Biston betularia) della zona di Manchester, in Inghilterra, è spesso utilizzato per l'insegnamento dei principi della selezione naturale.
Il melanismo è ampiamente diffuso nel regno Animalia. Troviamo esempi nei taxa Ittiopsidi, Mammalia (come Sciuridae e alcuni Felidae), Reptilia (come Micrurus fulvius), e anche Insecta (ad esempio Biston betularia).
Nella famiglia dei Felidae, molto conosciuto è il caso di leopardi (Panthera pardus) e giaguari (Panthera onca), che, se affetti da melanismo, sono spesso chiamati pantere o pantere nere. Un esempio di melanismo presente all'interno di una specifica sottospecie di animali è quello della popolazione di leopardo indocinese (Panthera pardus delacouri), nel sud-est asiatico, nella quale più del 50% della popolazione presenta melanismo. Questa è una delle ragioni per cui è molto comune avvistare pantere nere nelle foreste pluviali di quella zona.
Nel lupo (Canis lupus) il melanismo non è raro. Molti lupi melanici sopravvivono ancora oggi nel Parco nazionale di Yellowstone, negli Stati Uniti. Circa la metà dei lupi grigi nordoccidentali o della Valle del Mackenzie (Canis lupus occidentalis) ha la pelliccia completamente nera. Alcuni lupi neri ancora oggi sopravvivono anche nel continente asiatico (solo nella penisola arabica e in Siria). Alcuni studiosi ritengono di aver avvistato esemplari melanici anche nei lupi rossi del Mississippi (Canis lupus rufus), ma questo fenotipo è probabilmente estinto.
La rarità aumenta quando il melanismo riguarda i pinguini (Spheniscidae): nel 2010, nella Georgia del Sud (Oceano Atlantico meridionale), venne scoperto un pinguino imperatore (Aptenodytes forsteri) che presentava melanismo completo, che suscitò il dubbio di molti biologi nel mondo. Se non è raro che gli uccelli variopinti presentino spesso delle variazioni di colore, il melanismo tra i pinguini è tuttavia un fenomeno estremamente raro. In questo caso, i depositi di melanina si presentano in parti del corpo del pinguino che in natura solitamente ne sono sprovviste.
Il melanismo (o in questo caso più propriamente pseudo-melanismo) può essere presente anche in specie che normalmente presentano macchie o bandeggiature, come nelle zebre (Equus (Hippotigris) spp.).